# Dov Bigon

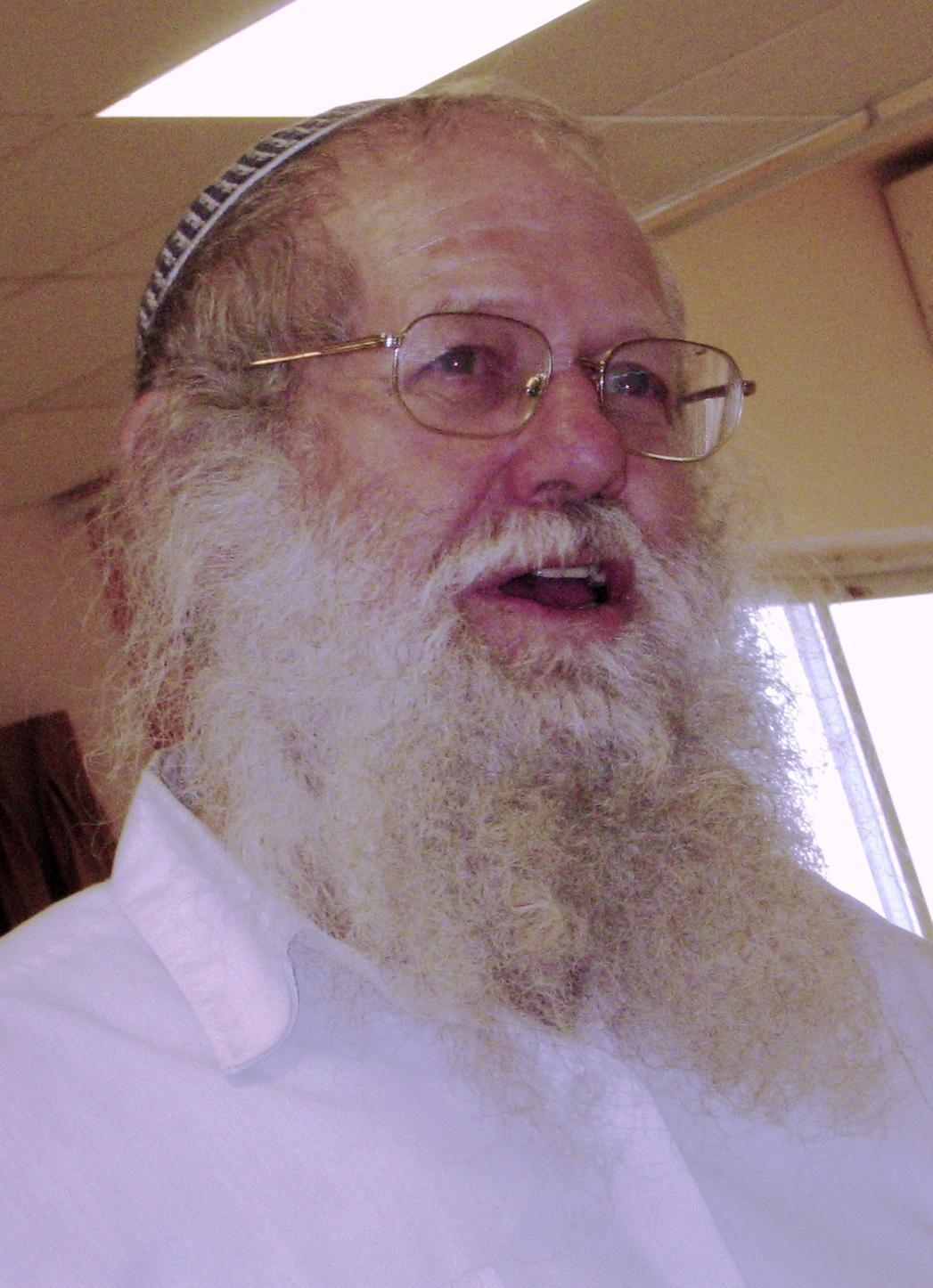
Rabbi Dov Bigon

Dov Bigon (hebräisch דֹב ביגון, 1940 in Cholon, Völkerbundsmandat für Palästina) ist ein Rabbiner und Gründer und Direktor orthodoxer Jeschiwot und religiös-zionistischer Organisation für Jungen (Machon Meir) und Mädchen (Machon Ora, מכון אורה).

## Leben
Er wurde 1940 in Cholon als Sohn säkularer Juden geboren, die vor der Schoa nach Israel eingewandert waren. 14-jährig ging er 1954 in den Kibbuz Mischmar haScharon und war im HaSchomer haTzair (השומר הצעיר) und im Jugendverband HaTnua haMuchedet (התנועה המאוחדת) tätig. Nach seinem Wehrdienst bei der israelischen Armee absolvierte eine Offiziersausbildung und war während des Sechstagekrieges stellvertretender Kompaniechef der Jerusalem-Brigade (16. Brigade). Bigon engagierte sich im Naturschutz und war bei der Gesellschaft Society for the Protection of Nature in Israel tätig.
23-jährig als Schüler von Aaron Keller (אהרן קלר) – Rabbiner von Naharija – begann er Judaistik in der Jeschiwa in Kfar Chassidim (he.:כְּפַר חֲסִידִים) zu studieren, später setzte er sein Studium an der Merkas HaRaw Kook in Jerusalem fort.